# Dicamptus pellucidus
Dicamptus pellucidus är en stekelart som först beskrevs av Joseph Kriechbaumer 1894.  Dicamptus pellucidus ingår i släktet Dicamptus och familjen brokparasitsteklar. Inga underarter finns listade i Catalogue of Life.